# Ilona Nagy
Ilona Nagy (Budapeste, 21 de janeiro de 1951) é uma ex-handebolista húngara, medalhista olímpica.
Ilona Nagy fez parte do elenco medalha de bronze, em Montreal 1976.